# Нідем (Алабама)
Нідем (англ. Needham) — місто (англ. town) в США, в окрузі Чокто штату Алабама. Населення — 73 особи (2020).

## Географія
Нідем розташований за координатами 31°59′13″ пн. ш. 88°20′12″ зх. д. / 31.98694° пн. ш. 88.33667° зх. д. (31.987000, -88.336563).  За даними Бюро перепису населення США в 2010 році місто мало площу 1,48 км², уся площа — суходіл.

## Демографія
Згідно з переписом 2010 року, у місті мешкали 94 особи в 43 домогосподарствах у складі 31 родини. Густота населення становила 63 особи/км².  Було 59 помешкань (40/км²).
Расовий склад населення:
| - 98,9 % — білих - 1,1 % — корінних американців |

До двох чи більше рас належало 0,0 %. Частка іспаномовних становила 0,0 % від усіх жителів.
За віковим діапазоном населення розподілялося таким чином: 19,1 % — особи молодші 18 років, 46,9 % — особи у віці 18—64 років, 34,0 % — особи у віці 65 років та старші. Медіана віку мешканця становила 49,0 року. На 100 осіб жіночої статі у місті припадало 108,9 чоловіків;  на 100 жінок у віці від 18 років та старших — 100,0 чоловіків також старших 18 років.
Середній дохід на одне домашнє господарство  становив 70 245 доларів США (медіана — 56 458), а середній дохід на одну сім'ю — 78 854 долари (медіана — 72 813). Медіана доходів становила 54 250 доларів для чоловіків та 36 667 доларів для жінок. За межею бідності перебувало 1,9 % осіб, у тому числі 0,0 % дітей у віці до 18 років та 6,3 % осіб у віці 65 років та старших.
Цивільне працевлаштоване населення становило 45 осіб. Основні галузі зайнятості: виробництво — 26,7 %, роздрібна торгівля — 15,6 %, транспорт — 13,3 %.